# Communications of the ACM
Communications of the ACM é a revista mensal carro-chefe da Association for Computing Machinery (ACM). Publicada pela primeira vez em 1957, CACM é enviada a todos os membros ACM, atualmente com cerca de 80.000 assinantes. Os artigos são destinados a leitores com interesse em áreas de ciência da computação e sistemas de informação. O foco da revista está nas implicações práticas dos avanços na tecnologia da informação e temas associados a questões de gestão; A ACM também publica uma variedade de revistas teóricas.

## Artigos Influentes
Muitos dos grandes debates e resultados na história da computação foram publicados nas páginas do CACM.  Alguns exemplos:
- A famosa carta de Edsger W. Dijkstra investindo contra o uso do comando GOTO ("Go To statement considered harmful", CACM 11(3):147-148, Março 1968).  A carta original é bastante difícil de ser obtida na internet, mas foi reimpressa em janeiro de 2008 na edição comemorativa do 60º aniversário da CACM.[1]
- Artigo original de Dijkstra sobre Sistemas Operacionais. O apêndice do artigo, talvez mais influente do que o corpo principal da revista, introduziu a sincronização através da programação de semáforos ("Structure of the 'THE'-Multiprogramming System", CACM 11(5):341-346, Maio 1968).
- Ronald L. Rivest, Adi Shamir, e Leonard M. Adleman primeiro criptosistema de chave-pública (RSA) ("A Method for Obtaining Digital Signatures and Public-Key Cryptosystems", CACM 21(2):120-126, Fevereiro de 1978).
- O algoritmo Quicksort de C. A. R. Hoare ("Partition: Algorithm 63, Quicksort: Algorithm 64, and Find: Algorithm 65," CACM 4(7):321-322, 1961).
- O "Revised report on the algorithm language ALGOL 60": Um artigo considerado um marco do projeto de linguagens de programação (CACM 6(1):1-17, January 1963).
- Artigo original de Kristen Nygaard e Ole-Johan Dahl sobre a linguagem  Simula-67 ("Simula: An ALGOL-based simulation language", CACM 9(9):671-678).

## Galeria de "Fellows" da ACM

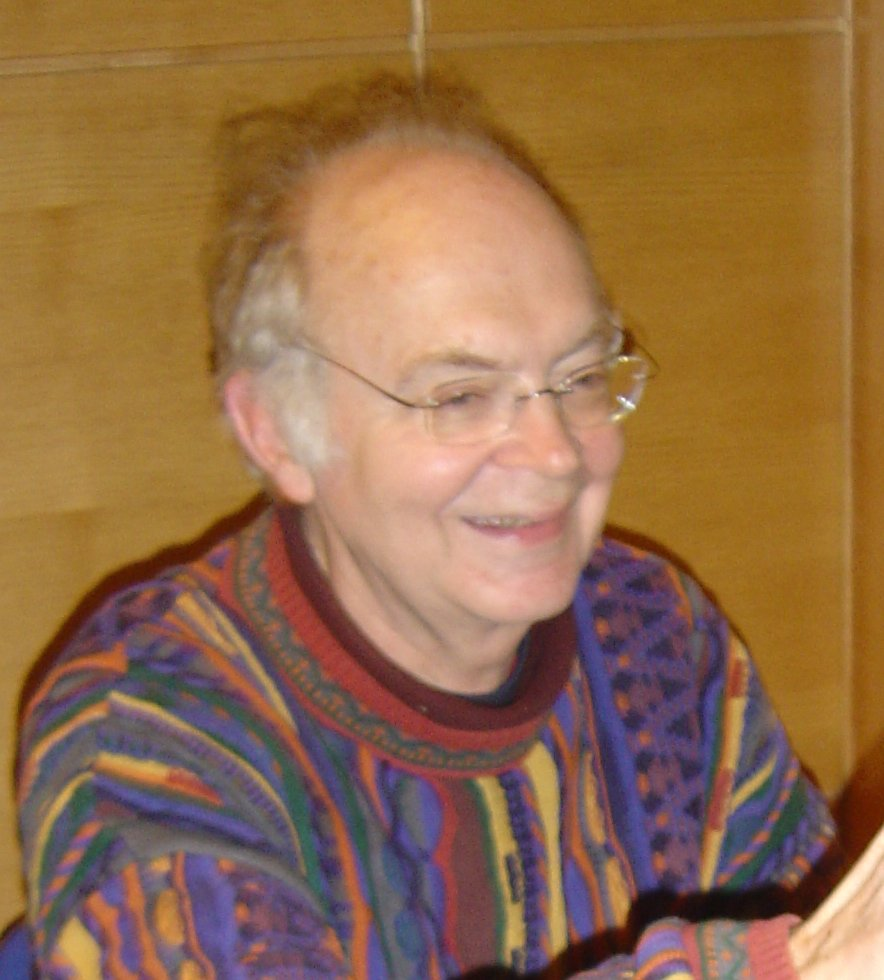
Donald Knuth
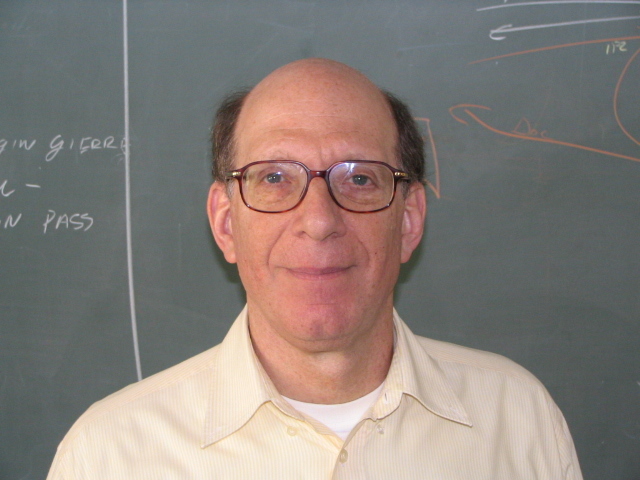
Andrew Tanenbaum
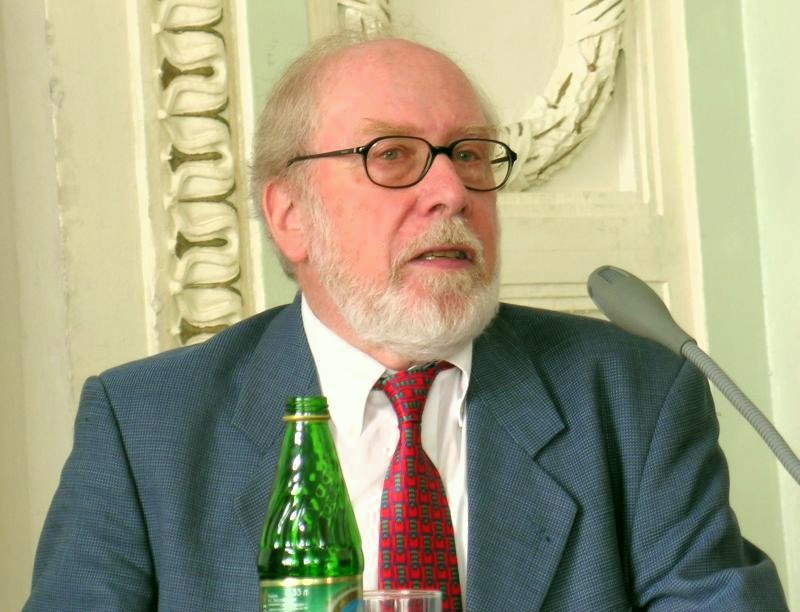
Niklaus Wirth
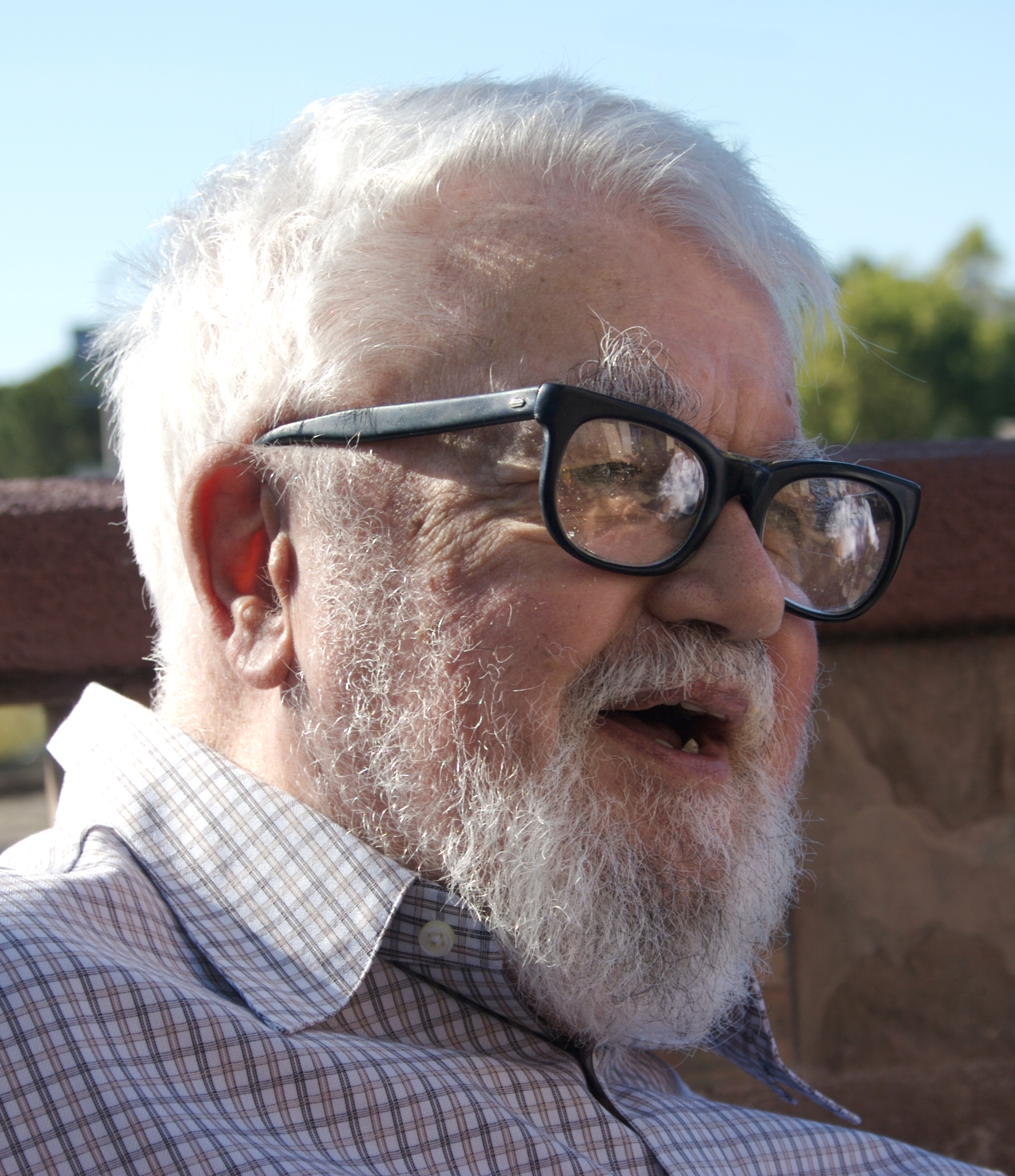
John McCarthy
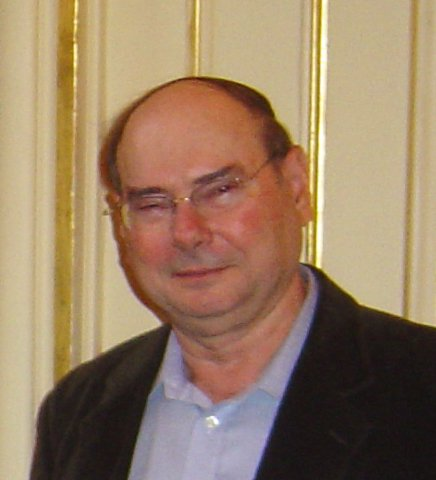
Amir Pnueli
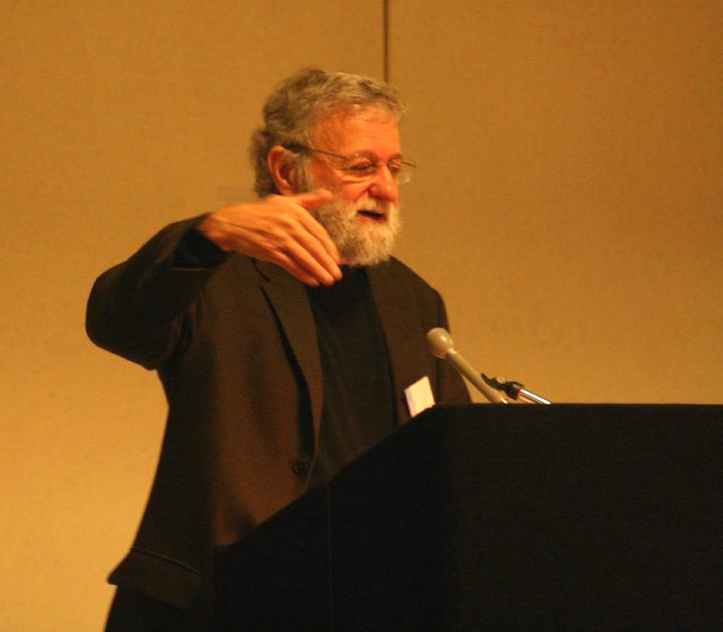
Donald Norman
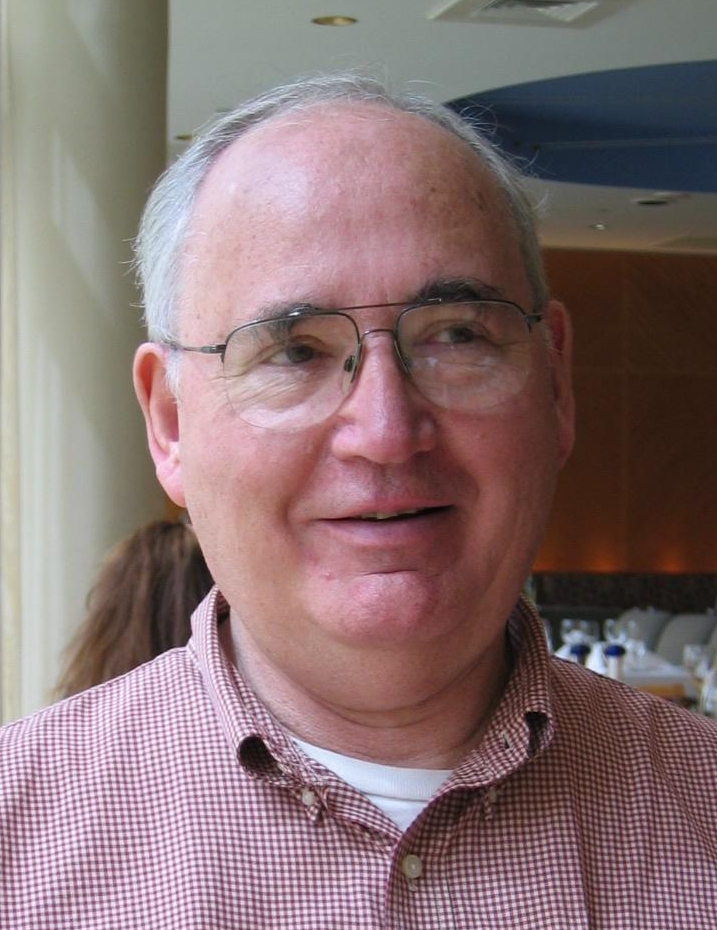
Dana Stewart Scott
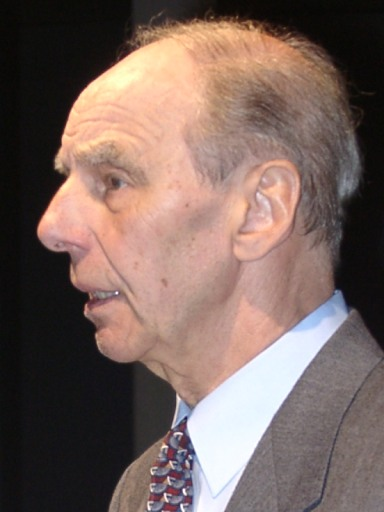
Juris Hartmanis
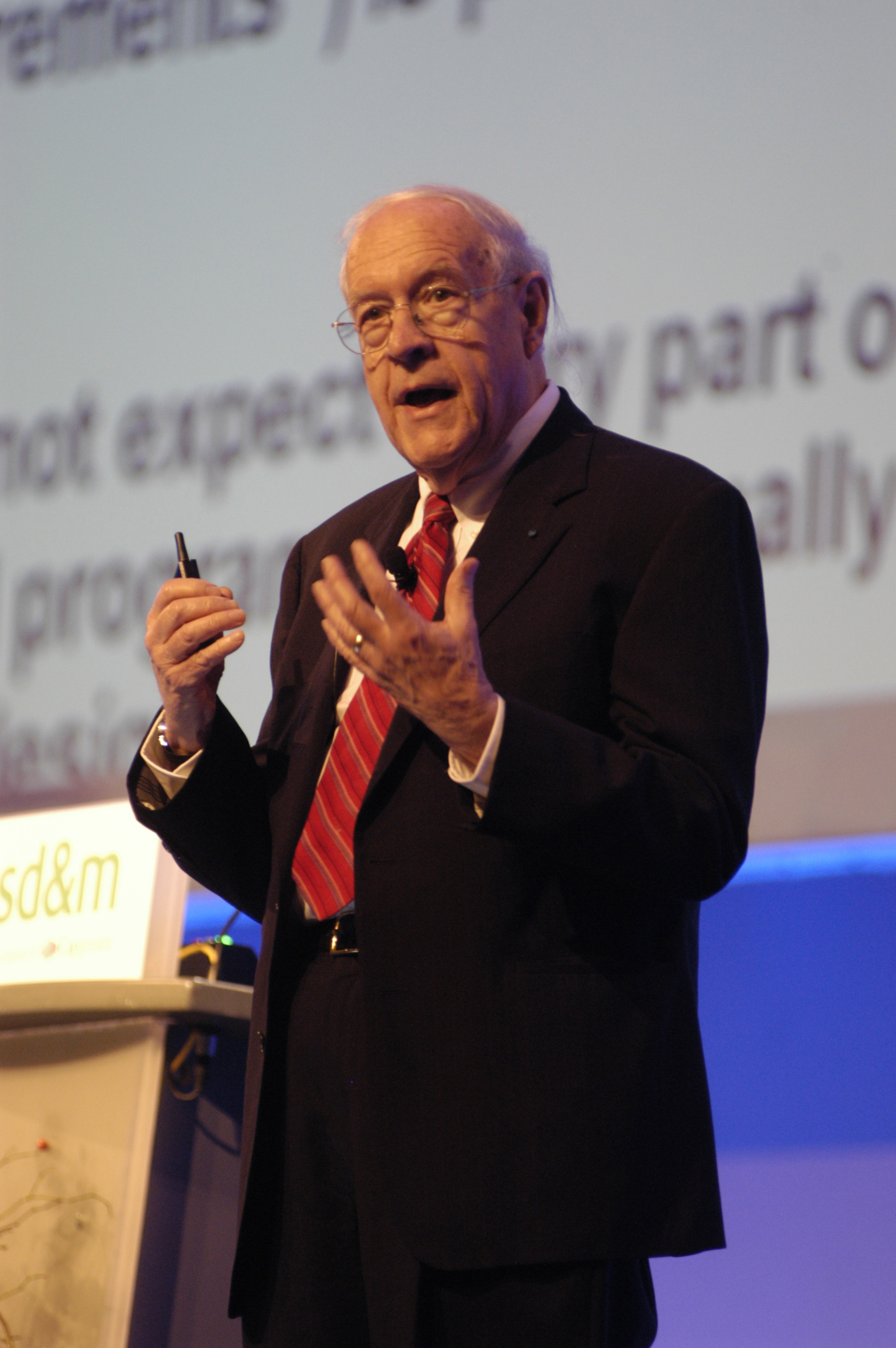
Fred Brooks
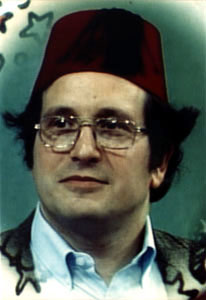
Jerry Sussman
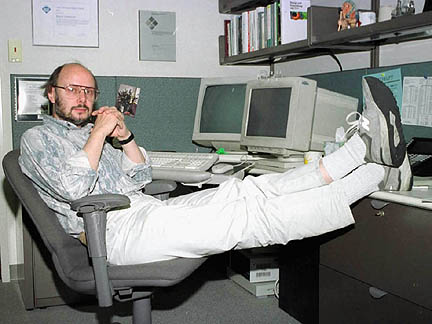
Bjarne Stroustrup
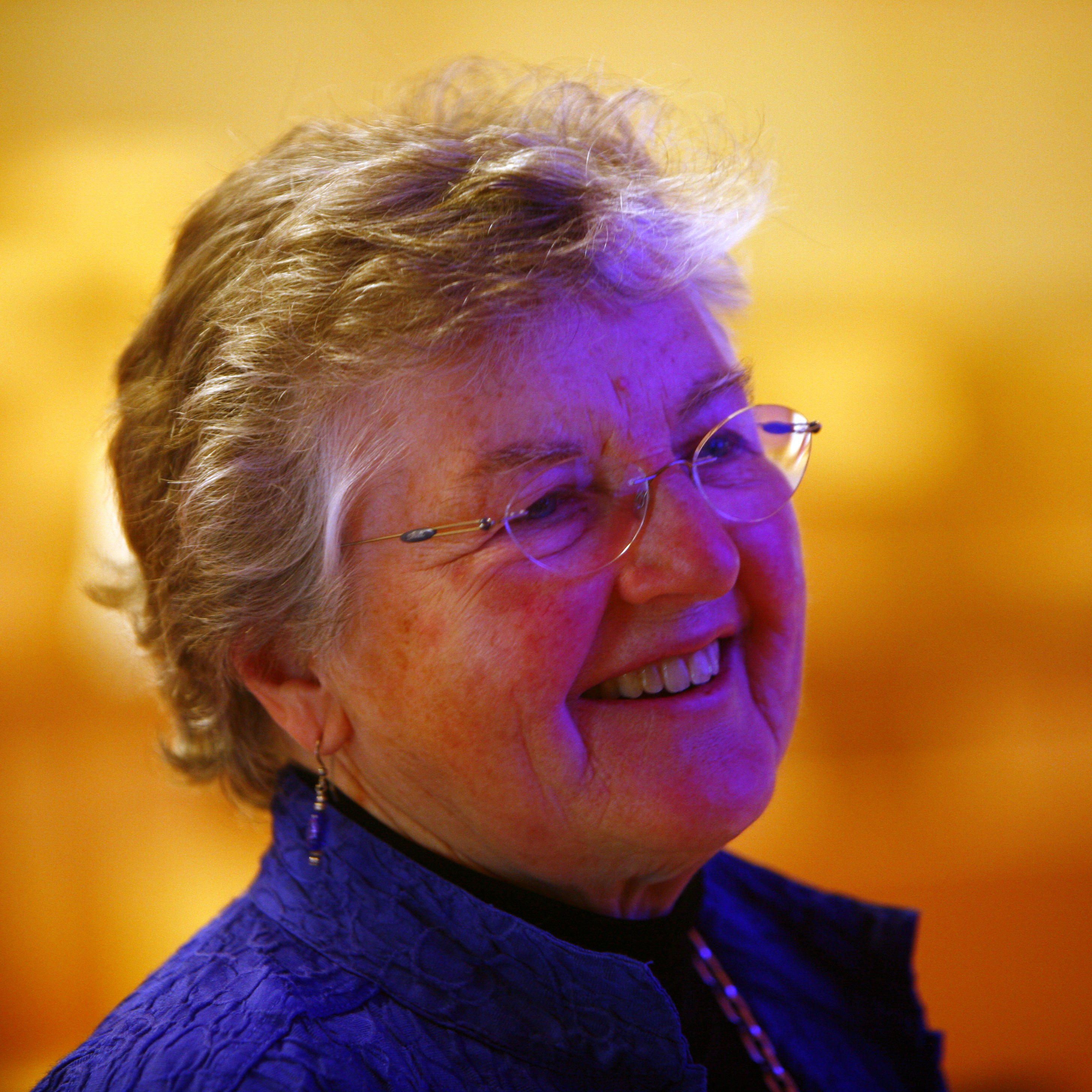
Frances E. Allen